# La reina de la noche
La reina de la noche és una pel·lícula mexicana dramàtica del 1994 dirigida per Arturo Ripstein. Fou seleccionada per participar en el 47è Festival Internacional de Cinema de Canes.

## Sinopsi
Narra la història, auge i decadència de l'actriu de cabaret i popular cantant mexicana Lucha Reyes, la vida de la qual va estar marcada per la relació amb la seva mare i els seus problemes amb l'alcohol. Va actuar als cabarets de Berlín fins que l'arribada del nazisme al poder la va obligar a tornar a Mèxic.

## Repartiment
- Patricia Reyes Spíndola - Lucha Reyes
- Alberto Estrella - Pedro Calderón
- Blanca Guerra
- Ana Ofelia Murguía - Doña Victoria
- Alex Cox - Klaus Eder
- Arturo Alegro - Oñate
- Alejandra Montoya - Luzma
- Marta Aura - Balmori
- Roberto Sosa - Gimeno
- Juan Carlos Colombo - Araujo
- Guillermo Gil - Gato Linares
- María Marcucci
- Maya Mishalska

## Premis
En la XXXVIII edició dels Premis Ariel va tenir dotze nominacions i sis premis.
| 1996 | La Reina de la Noche              | Millor pel·lícula           | Nominat   |
| 1996 | Patricia Reyes Spíndola           | Millor actriu               | Guanyador |
| 1996 | Ana Ofelia Murguía                | Millor coactuació femenina  | Guanyador |
| 1996 | Arturo Alegro                     | Millor actor de repartiment | Nominat   |
| 1996 | Paz Alicia Garciadiego            | Millor argument original    | Nominat   |
| 1996 | Paz Alicia Garciadiego            | Millor guió adaptat         | Nominat   |
| 1996 | Paz Alicia Garciadiego            | Millor tema musical         | Guanyador |
| 1996 | Lucía Álvarez                     | Millor tema musical         | Guanyador |
| 1996 | Rafael Castanedo                  | Millor edició               | Nominat   |
| 1996 | José Luis Aguilar                 | Millor escenografia         | Guanyador |
| 1996 | Ángeles Martínez i Eduardo Corona | Millor ambientació          | Guanyador |
| 1996 | Graciela Mazón                    | Millor vestuari             | Guanyador |